# Hilarempis neptunus
Hilarempis neptunus är en tvåvingeart som beskrevs av Smith 1969. Hilarempis neptunus ingår i släktet Hilarempis och familjen dansflugor. Inga underarter finns listade i Catalogue of Life.